# Erik Freiesleben
Erik Freiesleben (28. juni 1917 på Frederiksberg – 18. december 1999) var en dansk professor, overlæge, dr. med.

## Karriere
Han var søn af grosserer Axel Theodor Freiesleben (1884-1948) og hustru Ingeborg født Lorenzen (død 1969), blev student fra Skt. Jørgens Gymnasium 1935 og tog medicinsk eksamen 1943. Han havde kandidatstillinger ved Bispebjerg Hospital 1943-45, var assistent ved blodtypeafdelingen på Statens Serum Institut 1945 og blev laborator sammesteds 1954 og var assistent ved Statens Rättskemiska Laboratorium, Stockholm i 1951.
Efterhånden blev han optaget af behandling af rhesussygdom hos nyfødte, og sammen med overlæge Mogens Ingerslev blev han en kapacitet på dette felt. Freiesleben var overlæge og chef ved Rigshospitalets blodbank og blodtypeserologiske afdeling fra 1954 til 1987, dr. med. 1957, lektor i blodtransfusion ved Københavns Universitet 1959 og professor i blodtypeserologi fra 1969. Han blev speciallæge i klinisk blodtypeserologi 1966. Freiesleben var på studierejser til bl.a. Stockholm, USA og Holland.

## Øvrige tillidshverv
Freiesleben var sekretær ved Indenrigsministeriets blodtransfusionsnævn 1954-70, sagkyndig rådgiver for Sundhedsstyrelsen 1966-74, medlem af Danmarks Frivillige Bloddonorers landskomité fra 1961, af sammes forretningsudvalg fra 1962, medlem af styrelsen for Storkøbenhavns Frivillige Bloddonorer fra 1963, af sammes forretningsudvalg fra 1967, af bestyrelsen for Forbundet af statstjenestemandsansatte overlæger 1964-66, formand for Foreningen af overlæger og assisterende overlæger ved Rigshospitalet 1963-66, for Organisationen af danske specialister i klinisk blodtypeserologi 1964-69, for Dansk Blodtypeserologisk Selskab fra 1970 og for Sundhedsstyrelsens blodtransfusisonsundervisningsudvalg 1965, medlem af Europarådets Subcommittee of Specialists on Blood Problems, councillor i The International Society of Blood Transfusion 1964-69. Contributing editor ved Vox Sanguinis fra 1965. Han var korresponderende medlem af Deutsche Gesellschaft für Bluttransfusion, modtog en række medaljer og udmærkelser og var Ridder af 1. grad af Dannebrogordenen.
Freiesleben blev gift 25. februar 1951 med Bente Ravn-Holm (født 9. august 1926 i Kolding), datter af revisor Niels Valdemar Ravn-Holm (død 1966) og hustru Helga født Nielsen (død 1943).
Han er begravet på Tibirke Kirkegård.

## Forfatterskab
- Erythroblastosis Foetalis. A Study of the Relation to the History and the Antibody Titre, 1957 (disputats).
- Vejledning i blodtransfusion I-II, 1965.
- Videnskabelige arbejder vedr. basedowbehandling, blodtyper, blodtransfusioner, rhesustyperne hos gravide, behandling af rhesus-børn med udskiftningstransfusion, etc.
- Medarbejder ved Medicinsk Kompendium
- Medforfatter af Lærebog i Blodtypeserologi, blodtransfusion og infusion, 1970.